# Ninfole Caffè
Nìnfole Caffè S.p.A. è un'azienda italiana specializzata nella produzione del caffè, fondata da Ciro Ninfole a Taranto nel 1921 con sede a San Giorgio Ionico (TA).

## Storia[1]
Ciro Ninfole comincia a vendere caffè nella drogheria di famiglia nel 1921. Nel 1950 viene costruito il primo stabilimento industriale su un'area di 5.000 m² in via Cesare Battisti. Nel 1978 "Ninfole Caffè" diventò Società per azioni. Nel 1992 l'azienda si trasferisce in un nuovo opificio, nella zona industriale di San Giorgio Ionico (TA), su un'area di 12.000 metri quadrati.
Negli anni novanta la "Ninfole Caffè" sponsorizza il Taranto Calcio, e nel 1998 la squadra di pallavolo maschile della stessa città, che allora era nota come Caffè Ninfole Taranto e militava in Serie A2.

## Strutture
L'attuale opificio, sito nella zona industriale di San Giorgio Ionico (TA) si estende su una superficie di oltre 20.000 m², dei quali 4.500 sono coperti.